# Mount Gregory
Mount Gregory är ett berg i Antarktis. Det ligger i Östantarktis. Australien gör anspråk på området. Toppen på Mount Gregory är 2 940 meter över havet.
Terrängen runt Mount Gregory är kuperad österut, men västerut är den bergig. Trakten är obefolkad. Det finns inga samhällen i närheten.